# Glomeremus mediopictus
Glomeremus mediopictus är en insektsart som beskrevs av Boris Petrovich Uvarov 1957. Glomeremus mediopictus ingår i släktet Glomeremus och familjen Gryllacrididae. Inga underarter finns listade i Catalogue of Life.